# Сараорци
Сараорци су насељено место града Смедерева, Подунавског округа (до 1968. године општина Велика Плана). Насеље се налази у алувијалној равни Велике Мораве, удаљено 25 km од Смедерева. Према попису из 2022. има 1704 становника (према попису из 2011. било је 2107 становника). Кроз сараорачки атар данас протичу две реке: Језава и Велика Морава.

## Назив и историја села
По предању село је добило име по зидарима Сараорима, који су зидали Смедеревску тврђаву. Претпоставља се да су живели поред реке Мораве.
Село је настало пре 18. века. У периоду 1945—1964. Сараорци су били седиште истоимене општине, којој су припадала села Лозовик, Милошевац, Трновче и Крњево. Указом Краља од 17. марта 1896. године насеље је добило статус варошице.
Сараорци се налазе јужно од Смедерева. Нема података на основу којих би се са сигурношћу могло говорити о оснивању и старости овога насеља. Али судећи по траговима из прошлости, који се налазе у близини овога места, као и по имену, које наводи на помисао да су овде некада можда живели сараори, који су радили на подизању смедеревског града, могло би се рећи да је овде постојало старије насеље.
У арачким списковима се помињу Сараорци који су имали 1818. године 38 кућа. Године 1846. у Сараорцима је било 99 кућа, а по попису из 1921. године у њима је било 405 кућа са 2.109 становника.
По предању су Сараорци раније били у Селишту, на десној страни Јазове, и од ње удаљени око 200 метара. У Селишту су биле куће Павковића, Бекића, Ракића и Матића, па су они због „тескобе“ прешли на данашња места. Данас су у Селишту куће и имање Благојевића. Павковићи (данас имају разна презимена) су „ударили колац овоме месту“. Њихов је предак Павко дошао у Селиште, и од скора је у Селишту постојала стара Павкова кућа. Бекићи (са разним презименима) су старином од Косова, а Ракићи (Матковићи) и Матићи су из „Ерске“ – од Драгачева. Радуновићи, Илићи (Брадуловићи), и Јовановићи су од Косова, Илићи (Брадиловићи), Милосављевићи и Гојковићи су старином од Косова.. (подаци крајем 1921. године).

## Друштвени живот
У Сараорцима постоји једна основна школа, ОШ „Херој Света Младеновић“, стара 48 година. Почела са радом 18. јануара 1968. године, а пре тога је постојала школа „Вук Караџић“. Школство постоји од 1836. године.
Сараорци имају богат историјат КУД-а „Раде Марковић“. КУД је основан 60-их година 20. века и до сада је учествовао на свим важнијим регионалним и републичким такмичењима. Фудбалски клуб „САСК“ основан је 1933. године. Рукометни клуб основан 1972. године и такмичио се у свим ранговима такмичења, а највећи успех је улазак у другу савезну лигу сезоне 1998/99. године, када због НАТО агресије престаје са такмичењем, а касније и са радом.
На територији Сараораца постоји један споменик културе — механа породице Младеновић, изграђена почетком 19. века, а категорисана као споменик културе од изузетног значаја 1981/1983.
На старом гробљу у Сараорцима постоји задужбина Јована Вићентијевића-Масараоша подигнута 1925. године.

## Демографија
Према попису из 2011. године у насељу Сараорци живи 1711 пунолетан становник, а просечна старост становништва износи 41,3 година (39,3 код мушкараца и 43,3 код жена). У насељу постоји 689 домаћинстава, а просечан број чланова по домаћинству је 3,06.
|  |

| Демографија | Демографија | Демографија |
| Година      | Становника  | Становника  |
| ----------- | ----------- | ----------- |
| 1948.       | 2.642       |             |
| 1953.       | 2.722       |             |
| 1961.       | 2.851       |             |
| 1971.       | 2.787       |             |
| 1981.       | 2.864       |             |
| 1991.       | 2.688       | 2.491       |
| 2002.       | 2.413       | 2.713       |
| 2011.       | 2.107       |             |
| 2022.       | 1.704       |             |

Сараорци су великим делом насељени Србима (према попису из 2002. године), а у последња три пописа примећено је опадање броја становника.
| 2002.‍     | 2002.‍     | 2002.‍ | 2002.‍ | 2002.‍  |
| --------- | --------- | ----- | ----- | ------ |
|           |           |       |       |        |
| Srbi      | Srbi      |       | 2.279 | 94,44% |
| Romi      | Romi      |       | 94    | 3,89%  |
| Mađari    | Mađari    |       | 4     | 0,16%  |
| Crnogorci | Crnogorci |       | 2     | 0,08%  |
| Hrvati    | Hrvati    |       | 2     | 0,08%  |
| Slovenci  | Slovenci  |       | 1     | 0,04%  |
| Rumuni    | Rumuni    |       | 1     | 0,04%  |
| Nemci     | Nemci     |       | 1     | 0,04%  |
| nepoznato | nepoznato |       | 20    | 0,82%  |

| Година пописа     | 1948. | 1953. | 1961. | 1971. | 1981. | 1991. | 2002. |
| ----------------- | ----- | ----- | ----- | ----- | ----- | ----- | ----- |
| Број домаћинстава | 566   | 575   | 690   | 680   | 697   | 700   | 682   |

| Број чланова      | 1   | 2   | 3   | 4   | 5  | 6  | 7  | 8  | 9 | 10 и више | Просек |
| ----------------- | --- | --- | --- | --- | -- | -- | -- | -- | - | --------- | ------ |
| Број домаћинстава | 109 | 138 | 111 | 138 | 71 | 63 | 23 | 21 | 4 | 4         | 3,54   |

| Пол    | Укупно | Неожењен/Неудата | Ожењен/Удата | Удовац/Удовица | Разведен/Разведена | Непознато |
| ------ | ------ | ---------------- | ------------ | -------------- | ------------------ | --------- |
| Мушки  | 954    | 332              | 554          | 42             | 24                 | 2         |
| Женски | 1.000  | 214              | 566          | 181            | 34                 | 5         |
| УКУПНО | 1.954  | 546              | 1.120        | 223            | 58                 | 7         |

| Пол    | Укупно                    | Пољопривреда, лов и шумарство | Рибарство                            | Вађење руде и камена | Прерађивачка индустрија       |
| ------ | ------------------------- | ----------------------------- | ------------------------------------ | -------------------- | ----------------------------- |
| Мушки  | 543                       | 260                           | 0                                    | 0                    | 112                           |
| Женски | 256                       | 162                           | 0                                    | 0                    | 17                            |
| УКУПНО | 799                       | 422                           | 0                                    | 0                    | 129                           |
| Пол    | Производња и снабдевање   | Грађевинарство                | Трговина                             | Хотели и ресторани   | Саобраћај, складиштење и везе |
| Мушки  | 2                         | 43                            | 32                                   | 6                    | 26                            |
| Женски | 0                         | 2                             | 26                                   | 3                    | 4                             |
| УКУПНО | 2                         | 45                            | 58                                   | 9                    | 30                            |
| Пол    | Финансијско посредовање   | Некретнине                    | Државна управа и одбрана             | Образовање           | Здравствени и социјални рад   |
| Мушки  | 0                         | 6                             | 6                                    | 12                   | 11                            |
| Женски | 1                         | 3                             | 3                                    | 14                   | 14                            |
| УКУПНО | 1                         | 9                             | 9                                    | 26                   | 25                            |
| Пол    | Остале услужне активности | Приватна домаћинства          | Екстериторијалне организације и тела | Непознато            | Непознато                     |
| Мушки  | 5                         | 1                             | 0                                    | 21                   | 21                            |
| Женски | 0                         | 3                             | 0                                    | 4                    | 4                             |
| УКУПНО | 5                         | 4                             | 0                                    | 25                   | 25                            |

## Познати Сараорчани
- Танасије Младеновић (1913—2003), песник и политичар
- Светомир Младеновић Света (1916–1942), учесник Народноослободилачке борбе и народни херој Југославије
- Радмила Димић (1922—1991), интерпретатор српских народних песама
- Петар Вићентијевић (1927—2001), оптичар,
- Зоран Јанковић, градоначелник Љубљане

## Коришћена Литература
- „Летопис“: Подунавска места и обичаји Марина (Беч 1999 г.). Летопис период 1812 – 2009 г. Саставио од Писаних трагова, Летописа, по предању места у Јужној Србији, места и обичаји настанак села ко су били Досељеници чиме се бавили мештани
- Извор Монографија Подунавске области 1812-1927. објављено (1927 г.)„Напредак Панчево,,
- Напомена

У уводном делу аутор је дао кратак историјски преглед овог подручја од праисторијских времена до стварање државе Краљевине Срба, Хрвата и Словенаца. Највећи прилог у овом делу чине ,»Летописи« и трудио се да не пропусти ниједну важну чињеницу у прошлости описиваних места.